# منيرة القادري
منيرة القديري (مواليد داكار، السنغال، 1983) فنانة تشكيلية كويتية الجنسية، تقيم حاليًا في برلين. تستخدم في عملها مختلف الوسائط، بما في ذلك الفيديو والمنحوتات وفن التركيب والعروض. لديها العديد من المعارض الفردية، على سبيل المثال في هاوس دير كونست في ميونيخ قصر سرسق في بيروت. كانت أعمالها أيضًا جزءًا من معارض جماعية في متاحف مشهورة عالميًا، بما في ذلك متحف الفن الحديث في نيويورك وقصر طوكيو في باريس. المواضيع المتكررة في أعمال القادري هي الدول البترولية والهوية الجندرية.

## سيرة شخصية
ولدت القادري في السنغال حيث كان والدها دبلوماسياً. عملت والدتها ثريا البقصمي كفنانة، وأصبحت أختها الكبرى فاطمة القادري فنانة وموسيقية فيما بعد. في عام 1985، عادت العائلة إلى الكويت، حيث عاشوا خلال حرب الخليج عام 1991. انتقلت القادري إلى اليابان في سن السادسة عشرة حيث درست لمدة عشر سنوات. في عام 2010، حصلت على درجة الدكتوراه في انترميديا آرت من جامعة طوكيو للفنون، مع أطروحة بعنوان "جماليات الحزن في الشرق الأوسط".

## مسار مهني
في عام 2013، أسست القديري مجموعة الخليج للفنون الخليجية، مع شقيقتها فاطمة القادري، نانو الحمد، خالد الغربالي، صوفيا المارية، عزيز القطامي، براك زايد، وأمل خلف. GCC هو إشارة إلى الاختصار الإنجليزي لمجلس التعاون الخليجي، وهو اتحاد اقتصادي وسياسي لدول الخليج العربي. في عام 2016 بدأت إقامتها في الأكاديمية الوطنية للفنون البصرية في أمستردام. تشمل الأماكن التي عرضت أعمالها فيها برلينش غاليري، وهاوس دير كونست في ميونيخ، وكونستفيرين غوتنغن، وأعمال الغاز في لندن، وقصر طوكيو في باريس، و موما PS1 في نيويورك. يحتوي متحف فان أبي في أيندهوفن ومركز جميل للفنون في دبي على أعمال القادري ضمن مجموعتهما الدائمة.

## موضوعات متكررة

### بتروستات
اللآلئ والزيت من الزخارف المتكررة في أعمال القادري. كان جدها مغنيًا على متن قارب الغوص بحثًا عن اللؤلؤ، والذي كان الصناعة الرئيسية في الكويت قبل أن تصبح البلاد دولة بترولية. تحاول القادري من خلال عملها الحفاظ على الذكريات الجماعية لخطر الزوال. في العديد من الأعمال، يربط القادري اللآلئ بالزيت، لأن كلاهما لهما نفس اللون المتقزح. عمل الطيف الأول هو مثال على ذلك. مثال آخر على شكل البتروستات هو النحت إمباير داي (2018). تُظهر الصورة قوقعة بحرية من حلزون الموريكس باللون البنفسجي اللامع، وحجمها كبير كثيرًا. يشير اللون إلى لون الإنذار في منصات النفط الذي يومض عندما يكون على وشك الانفجار. يعتبر منحوتات القادريس بمثابة إشارة تحذير لأزمة المناخ الحالية.

### الهوية الجنسية
موضوع آخر متكرر هو الهوية الجنسية. في العديد من عروضها، يمكن العثور على القادري مرتدية ملابسها. وتقول إنها تعمل "كوسيلة للتحول والحرباء". ومن الأمثلة على ذلك أدائها أبو عطية (أبو الألم) الذي يصور فيه القادري الفنان العراقي الجنوبي ياس خضر. يعود شغفها بالسحب إلى شبابها في الكويت، حيث تعيش النساء في المنزل لأسباب تتعلق بالسلامة. بدأت في ربط كونك ذكرًا بأن تكون قويًا، وأرادت أن تصبح مثلهم. في سنوات المراهقة، كانت غالبًا ما تتعرض لجرح طنانة وترتدي شواربًا مزيفة. على الرغم من أنها لم تعد تسحب، إلا أن أعمالها لا تزال مليئة بها. أيضًا، يتم سرد الكثير من فن الفيديو الخاص بها بواسطة أصوات ذكورية عميقة، على سبيل المثال خلف الشمس (2013) و شائعات الثراء (2012).

## روابط خارجية
- الموقع الرسمي
- Interview with Monira Al Qadiri on her work Spectrum I in Van Abbe Museum, Eindhoven, The Netherlands, 2018
- Interview with Monira Al Qadiri on the website of Haus der Kunst, Munich
- Interview with Monira Al Qadiri on The Craft exhibition at Gasworks, Londen